# دروازه سایه
دروازه ی سایه (به انگلیسی: Shadowgate) جلد دوم مجموعه ی چهار جلدی «اژدهایان دلتورا» اثر امیلی رودا (جنیفر روو) است و در سال ۲۰۰۴ توسط انتشارت اسکلاستیک منتشر شده است.